# 沙罗讷站
沙罗讷站（法語：Charonne）是巴黎地鐵的一個車站，得名于以原市镇沙罗讷命名的沙罗讷路。沙罗讷站開通於1933年12月10日，是巴黎地鐵9號線延伸工程的一部分。車站內有一個紀念碑，紀念1961年巴黎示威。

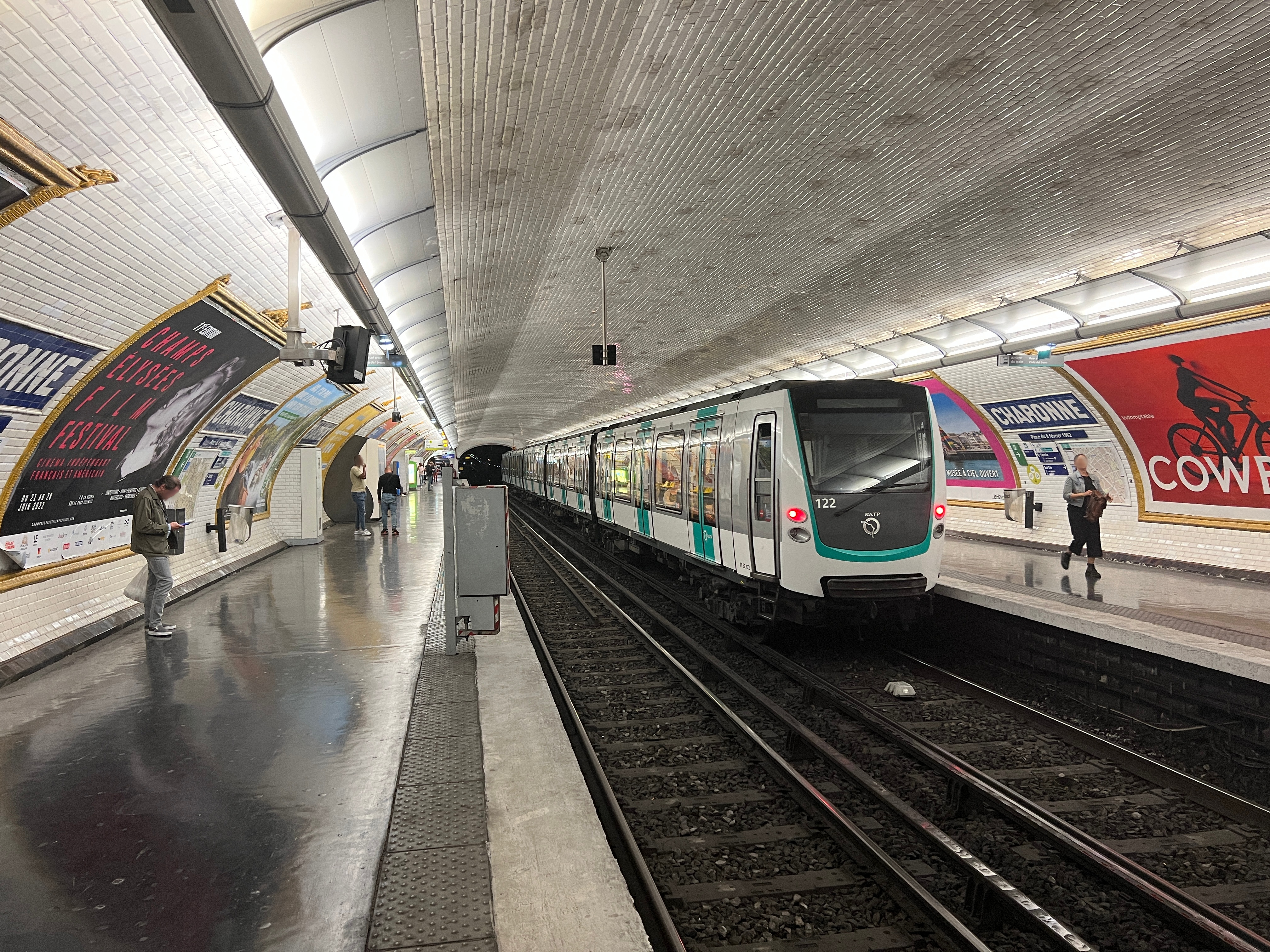
月台（2022年6月）

## 車站結構
| 街道層    |                    |                            |
| B1        | 夾層               |                            |
| 9號線月台 | 側式月台，右側開門 | 側式月台，右側開門         |
| 9號線月台 | 西行               | 往塞夫爾橋（伏爾泰）       |
| 9號線月台 | 東行               | 往蒙特勒伊市政厅（鐵球路） |
| 9號線月台 | 側式月台，右側開門 |                            |